# Eugenia Ratti
Eugenia Ratti (Gènova, 5 d'abril de 1933 - Piacenza, 14 de novembre de 2020.) va ser una cantant lírica soprano italiana.
Després de diplomar-se en el Conservatori de Gènova, va rebre classes privades de cant deTito Schipa.
Els seus inicis a l'escena tenen lloc a la Scala de Milà, on l'any 1954 interpreta el paper d'Adina a L'elisir d'amore de Donizetti sota la direcció de Carlo Maria Giulini en una escenificació de Franco Zeffirelli; seguit de la creació de David de Darius Milhaud i de la sonnambula de Vincenzo Bellini, interpretant Lisa als costat de Maria Callas i Cesare Valletti en una producció de Luchino Visconti i Leonard Bernstein. L'any 1957, va ser la primera intèrpret del paper de Constance a Diàlegs de les carmelites de Francis Poulenc.
Entre les moltes produccions a la Scala en les quals Ratti ha participat, figuren Der Freischütz de Weber, La Santa de Bleecker Street de Menotti, La Bohème (paper de Musetta) de Puccini, primer realitzat per Leonard Bernstein i represa l'any 1964 per Herbert von Karajan a la famosa escenificada de Franco Zeffirelli, Il barbiere di Siviglia (en alternança amb Maria Callas), Il matrimonio segreto de Cimarosa, Pagliacci de Leoncavallo (al costat de Franco Corelli), La buona figliuola de Puccinni, Werther de Massenet (al costat de Giuseppe Di Stefano), Rita o el Marit batut de Donizetti, Il turco in Italia de Rossini (en alternança amb Maria Callas), Ledi Màkbet Mtsènskogo Uiezda de Dmitri Xostakóvitx, Grandesa i decadència de la ciutat de Mahagonny de Kurt Weill, La pietra del paragone de Rossini, Mignon d'Ambroise Thomas, I quattro rusteghi de Wolf-Ferrari.
El seu Oscar a Un ballo in maschera de Verdi va ser molt apreciat, i va cantar igualment a la Scala de Milà al costat de Maria Callas i Giuseppe Di Stefano.
Al Teatro Massimo Vittorio Emanuele de Palerm, va interpretar, entre d'altres, el paper de Maria a La Fille du régiment de Donizetti, dirigida per Franco Zeffirelli, Nannetta a Falstaff (amb Giuseppe Taddei i dirigida per Franco Zeffirelli) i a Nàpols, Olga Sukarev a Fedora de Giordano (al costat de Magda Oliviero i Mario Del Mònaco).
Va cantat el paper d'Elvira (L'italiana in Algeri de Rossini) i el de Vespina (La Infidelitat frustrada) de Haydn al Holland Festival. Al festival d'Ais de Provença l'any 1956, interpreta Rosina a Il barbiere di Siviglia. L'any 1957, va cantar el paper d'Elizabeth a Il matrimonio segreto al Festival d'Edimburg. Altres aparicions importants a l'estranger inclouen actuacions a l'Òpera de París, a Múnic, a l'Òpera nacional de Viena i el Festival de Glyndebourne (a l'Elixir d'amor, Falstaff i Capriccio de Richard Strauss).
Als Estats Units, canta a Dallas l'any 1958 en lloc de Maria Callas a Il barbiere di Siviglia i a San Francisco l'any 1959, interpreta La Bohème, Les noces de Fígaro (Susanna) i Il barbiere di Siviglia.
Després de retirar-se de l'escena, va estat molt de temps professora de cant al Conservatori de Piacenza, ciutat on va morir el 16 de novembre de 2020 a l'edat de 87 anys.

## Discografia parcial
- Bellini: La sonnambula - Maria Callas/Coro e Orchestra del Teatro alla Scala/Walter Legge/Antonino Votto, EMI
- Scarlatti: La Griselda - Mirella Freni/Pierre Mollet/Eugenia Ratti/Heinz Rehfuss/Hannoversche Solistenvereinigung/Sinfonieorchester Hannover des NDR/Bruno Maderna, Archipel
- Verdi: Falstaff (1955) - Daniel McCoshan/Eugenia Ratti/Dermot Troy/Walter Monachesi/Royal Philharmonic Orchestra/Fernanda Cadoni/Anna Maria Rovere/Kevin Miller/Carlo Maria Giulini/Glyndebourne Chorus/Marco Stefanoni/Oralia *Domínguez/Fernando Corena, ICA
- Verdi: Un ballo in Maschera - Maria Callas / Giuseppe Di Stefano / TIto Gobbi / Antonino Votto / Teatro alla Scala, EMI/Warner
- Verdi: Un Ballo in Maschera (live recording) - Maria Callas / Giuseppe Di Stefano, Ettore Bastianini / Gianandrea Gavazzeni
- Verdi Un Ballo in Maschera - Integrale Live - Giuseppe di Stefano, Antonietta Stella, Ettore Bastianini, Adriana Lazzarini, Eugenia Ratti Teatro dell'opera di Roma 1959
- Verdi: Un Ballo in Maschera - Brouwenstijn, Zampieri, Colombo, Delorie, Ratti; Molinari-Pradelli. Netherlands, 1958
- Verdi: Aida - Renata Tebaldi/Carlo Bergonzi/Giulietta Simionato/Herbert von Karajan, Decca
- Poulenc: Dialogues des Carmelites (World Premiere - In Italian) - Zeani, Frazzoni, Gencer, Pederzini, Ratti; Sanzogno. La Scala, 1957
- Rossini: Il turco in Italia / Oliviero De Fabritiis Selim - Nicola Rossi-Lemeni / Donna Fiorilla - Eugenia Ratti / Don Narciso - Agostino Lazzari / Zaida - Jolanda Gardino / Don Geronio - Melchiorre Luise / Il poeta Prosdocimo - Mariano Stabile / Albazar - Renato Ercolani / Compact Disc - GDS 21043
- Cimarosa: Il Matrimonio Segreto / Nino Sanzogno / Carlo Badioli, Eugenia Ratti, Graziella Sciutti, Ebe Stignani, Luigi Alva, Franco Calabrese EMI